# Воинка (Крым)
Во́инка (укр. Воїнка, крымскотат. Voinka, Воинка) — село в Красноперекопском районе Республики Крым, центр Воинского сельского поселения (согласно административно-территориальному делению Украины — Воинского сельского совета Автономной Республики Крым).

## Население
| 2001 | 2014  | 2021  |
| ---- | ----- | ----- |
| 4392 | ↘4089 | ↗4099 |

Всеукраинская перепись 2001 года показала следующее распределение по носителям языка
| Язык             | Процент |
| ---------------- | ------- |
| русский          | 49.73   |
| крымскотатарский | 28.85   |
| украинский       | 11.29   |
| молдавский       | 5.56    |
| другие           | 0.85    |

### Динамика численности
| - 1892 год — 426 чел. - 1897 год — 532 чел. - 1900 год — 501 чел. - 1915 год — 696/136 чел. - 1926 год — 834 чел. - 1939 год — 2121 чел. | - 1989 год — 4088 чел. - 1974 год — 3925 чел. - 2001 год — 4392 чел. - 2009 год — 1191 чел. - 2014 год — 4089 чел. |

## Современное состояние
На 2017 год в Воинке числится 23 улицы, 3 тупика и жилгородок элеватора; на 2009 год, по данным сельсовета, село занимало площадь 317,5 гектара, на которой в более чем 1,2 тысячи дворов проживало 4,4 тысячи человек. В селе действуют средняя общеобразовательная школа, детский сад «Колосок», Крымскотатарский культурный центр (Дом культуры), библиотека, амбулатория общей практики — семейной медицины, отделение Почты России, православный храм Святого апостола Фомы, мечеть им. Ахмад Хаджи Кадырова. Село газифицировано, Воинка связана автобусным сообщением с райцентром, городами Крыма и соседними населёнными пунктами.

## География
Воинка — большое село в центре района, важный транспортный узел Крыма — в нём сходятся многие автодороги полуострова, идущие через Перекопский перешеек: 35А-001 граница с Украиной — Джанкой — Феодосия — Керчь, 35К-012 Черноморское — Воинка и 35Н-410 Первомайское — Воинка (по украинской классификации соответственно — М-17, Т-0107 и С-0-11025). В селе находится железнодорожная станция Воинка (на линии Джанкой — Херсон), рядом с Воинкой протекает Северо-Крымский канал. Высота центра села над уровнем моря — 15 м. Ближайшие сёла: Источное в 3 км на север, Долинка в 2,5 км на юго-запад и Магазинка в 2,5 км на восток. Расстояние до райцентра — около 21 километра (по шоссе).

## История
Согласно Приложению к высочайшему отчету о состоянии Таврической губернии за 1885 год, село было основано отставными солдатами (около 50 человек, которые получили земельные наделы в размере 4,9 десятины на душу) в 1885 году, но в «Памятной книге Таврической губернии 1889 года», по результатам Х ревизии 1887 года оно ещё не записано. В 1889 году открылась земская трёхклассная школа. Видимо, село быстро росло, поскольку после земской реформы 1890 года Воинское определили центром Воинской волости. Согласно «…Памятной книжке Таврической губернии на 1892 год», в деревне Воинское, составлявшей Воинское сельское общество, было 426 жителей в 71 домохозяйстве. Перепись населения Российской империи 1897 года зафиксировала в деревне 532 жителя, из них 518 православных. По «…Памятной книжке Таврической губернии на 1900 год» в Воинском числился 501 житель в 95 дворах, в том же году открылась ремесленная школа на 20 человек с колесно-экипажным и кузнечно-слесарным отделениями. На 1902 год в деревне работал фельдшер, в 1903 году открыли больницу, в 1905 году — амбулаторию. Известно, что на 1914 год в селении действовала земская школа и кредитное товарищество. По Статистическому справочнику Таврической губернии. Ч.II-я. Статистический очерк, выпуск пятый Перекопский уезд, 1915 год, в селе Воинка, центре Воинской волости Перекопского уезда, числилось 120 дворов (105 дворов с землёй, 15 — безземельные) с русским населением в количестве 696 человек приписных жителей и 136 — «посторонних», из которых 395 мужчин и 437 женщин. Жители владели 1504 десятинами удобной земли. В хозяйствах имелось 262 лошадм, 6 волов, 149 коров и 140 голов мелкого скота. На 1917 год в селении действовали больница (врач и 2 фельдшера), кредитное товарищество, почтовое отделение, ветеринарный пункт.
После установления в Крыму Советской власти, по постановлению Крымревкома от 8 января 1921 года № 206 «Об изменении административных границ» была упразднена волостная система, Перекопский уезд переименовали в Джанкойский, в котором был образован Ишуньский район, в состав которого включили село, а в 1922 году уезды получили название округов. 11 октября 1923 года, согласно постановлению ВЦИК, в административное деление Крымской АССР были внесены изменения, в результате которых округа были отменены, Ишуньский район упразднён и село вошло в состав Джанкойского района. Согласно Списку населённых пунктов Крымской АССР по Всесоюзной переписи 17 декабря 1926 года, в селе Воинка, центре Воинского сельсовета (в коем состоянии пребывает всю дальнейшую историю) Джанкойского района, числился 191 двор, из них 140 крестьянских, население составляло 834 человека, из них 755 русских, 43 украинца, 20 евреев, 5 татар, 2 белорусса, 2 немца, 1 армянин, 1 латыш, 1 записан в графе «прочие», действовала русская школа. Постановлением ВЦИК от 30 октября 1930 года был восстановлен Ишуньский район и село, вместе с сельсоветом, включили в его состав. В начале 1930-х годов в селе были созданы колхозы «День урожая» и «Доверие». Постановлением Центрального исполнительного комитета Крымской АССР от 26 января 1938 года Ишуньский район был ликвидирован и создан Красноперекопский район с центром в поселке Армянск (по другим данным 22 февраля 1937 года). По данным всесоюзная перепись населения 1939 года в селе проживал 2121 человек.
В годы Великой Отечественной войны, в 1941 году, на Ишуньских позициях в окрестностях Воинки шли оборонительные бои, в которых погибли воины 271-й, 156-й дивизий 51-й армии, похороненные в братской могиле в селе. В ней же были похоронены военнопленные и мирные жители, погибшие действовавшем в период оккупации на окраине села концентрационном лагере. В 1956 году в братскую могилу были перезахоронены останки 124 воинов, умерших в госпитале и погибших в апреле 1944 года во время освобождения Крыма в боях за село. В 1961 году на братской могиле установили памятник: скульптурная композиция: стоящий воин, перед ним скорбящая мать, склонившаяся с венком в руках. Постановлением Совета министров Республики Крым № 627 от 20 декабря 2016 года памятник отнесён к категории объектов культурно-исторического наследия России регионального значения.
С 25 июня 1946 года Воинка в составе Крымской области РСФСР. В 1950 году колхозы «День урожая» и «Доверие» объединились в одно хозяйство (в 1959 году преобразованное в совхоз «Воинский»). 26 апреля 1954 года Крымская область была передана из состава РСФСР в состав УССР. В период с 1954 по 1968 годы к селу присоединили лежавшее рядом Счастливцево — сейчас улица Счастливцева в Воинке. По данным переписи 1989 года в селе проживало 4088 человек. С 12 февраля 1991 года село в восстановленной Крымской АССР, 26 февраля 1992 года переименованной в Автономную Республику Крым. С 21 марта 2014 года в составе Крыма аннексирована Россией.

## Известные воинцы
- Байда М. К. — легендарная разведчица, Герой Советского Союза, в довоенное время работала в селе.
- Иван Максимович Новицкий — Герой Социалистического Труда, комбайнёр Воинской МТС.